# Palazzo delle Paure
Il palazzo delle Paure, in origine palazzo della Dogana, è un edificio di Lecco in Lombardia adibito a museo che sorge nella centrale piazza XX Settembre, affacciandosi anche sul lungolario e su piazza Cermenati.

## Descrizione
Il palazzo originale, sede della dogana, fu costruito nel 1905 ma l'abbattimento del 1916 portò alla costruzione dell'attuale edificio in stile eclettico neomedievale per divenire fino al 1964 sede dell'Intendenza di finanza, del catasto e della dogana. Per queste sue funzioni ottenne l'appellativo «delle Paure».
Il complesso di palazzo delle Paure, che non si armonizza con le case circostanti e la struttura della piazza, comprende anche il contiguo edificio porticato realizzato nel 1902 dall'architetto Adriano Gazzari per divenire la sede della Camera di commercio soppressa dal governo fascista e successivamente collocato presso il Palazzo Falck nel 2004 situato poco distante.

Attraverso i suoi fornici, che mettono in collegamento diretto il lungolago cittadino e piazza XX Settembre, è situato l'ingresso principale dopo la restaurazione del 2012.
Il piano terra è caratterizzato per tutto il perimetro da un bugnato che conferisce maestosità alla parte basamentale. Il lato nord è contraddistinto da una leggiadra torre rettangolare costruita intorno al 1926 in cui è incastonato uno stemma dei Visconti proveniente dal vicino Pretorio feudale  oltre ad una trifora rivolta verso piazza Cermenati.
Dopo essere stato utilizzato per alcuni anni come sede scolastica il palazzo è stato completamente ristrutturato per poi essere inaugurato come sede museale il 6 ottobre 2012 alla presenza delle autorità cittadine.
Lo stesso giorno è stata inaugurata, al secondo piano dell'edificio, anche la sezione di grafica, fotografia e arte contemporanea della Galleria comunale precedentemente costituita nel 1983 a Villa Manzoni da cui provengono le opere di pittori del territorio come quelle di Tino Stefanoni o di Alfredo Chiappori ed artisti di interesse nazionale, tra cui i pittori Enrico Castellani ed Enrico Baj, oppure ancora gli scultori Alik Cavaliere e Giò Pomodoro.
Al piano terra si susseguono varie esposizioni temporanee come quella realizzata nel 2014 dedicata al genio spagnolo Pablo Picasso.
Dal 2014 dispone dell'ufficio informazione e accoglienza turistica di Lecco (Iat) mentre, al terzo piano, dal 26 giugno 2016, è situato l'osservatorio alpinistico lecchese: uno spazio espositivo permanente dedicato alla montagna realizzato grazie ad una collaborazione istituzionale e territoriale che offre ai visitatori un tratto distintivo dell'identità culturale lecchese attraverso la storia dell'alpinismo e delle imprese realizzate dagli alpinisti del territorio.